# Nueve de Julio (departamento de San Juan)
Nueve de Julio é um departamento da Argentina, localizado na província de San Juan.